# Saison 3 d'Only Murders in the Building
 (août 2022).
Si vous disposez d'ouvrages ou d'articles de référence ou si vous connaissez des sites web de qualité traitant du thème abordé ici, merci de compléter l'article en donnant les références utiles à sa vérifiabilité et en les liant à la section « Notes et références ».
Chronologie
Saison 2 Saison 4
Cet article présente le guide des épisodes de la troisième saison de la série télévisée comédie américaine Only Murders In The Building diffusée sur Hulu et Disney+.

## Synopsis
Un an après les événements de la saison 2, nous retrouvons Oliver, metteur en scène d'un nouveau spectacle inédit dont les acteurs principaux sont Charles et Ben Glenroy, un acteur de théâtre mondialement connu. Ben et Charles se disputent avant le début du spectacle et Ben meurt quelques instant plus tard, en se produisant sur scène. Une nouvelle enquête attend donc notre trio et ils vont devoir faire face à plusieurs rebondissements.

## Distribution
Sauf indication contraire, les informations mentionnées dans cette section peuvent être confirmées par les bases de données cinématographiques IMDb et Allociné,  présentes dans la section « Liens externes ».

### Acteurs principaux
- Steve Martin (VF : Bernard Gabay) : Charles-Haden Savage
- Martin Short (VF : Bernard Alane) : Oliver Putnam
- Selena Gomez (VF : Karine Foviau) : Mabel Mora
- Michael Cyril Creighton (VF : Nicolas Djermag) : Howard Morris[2]

### Acteurs récurrents
- Tina Fey (VF : Stéphanie Lafforgue) : Cinda Canning[3]
- Ryan Broussard (VF : Diouc Koma) : Will Putnam
- Jackie Hoffman (VF : Virginie Ledieu) : Uma Heller
- James Caverly : Theo Dimas
- Da'Vine Joy Randolph (VF : Virginie Emane) : l'inspecteur Williams
- Teddy Coluca (VF : Hervé Jolly) : Lester
- Andrea Martin (VF : Anne Rondeleux) : Joy
- Jason Veasey (VF : Vincent Touré) : Jonathan
- Linda Emond : Donna DeMeo
- Ashley Park (VF : Edwige Lemoine) : Kimber Min[4]
- Jeremy Shamos :  Dickie[5]
- Wesley Taylor : Clifford DeMeo
- Jesse Williams : Tobert[6]

### Invités
- Noma Dumezweni : Maxine (épisode 2 et 8)
- Adrian Martinez : Gregg  Rivera (épisode 2)
- Jane Lynch (VF : Josiane Pinson) : Sazz Pataki (épisode 5 et 10)
- Peter Bartlett : Jerry Blau (épisode 6)
- Jayne Houdyshell (VF : Annie Le Youdec) : Bunny Folger (épisode 7)
- Matthew Broderick (VF : William Coryn) : lui même (épisode 7 et 10)[7]
- Mel Brooks : lui-même (épisode 7)

### Invités spéciaux
- Paul Rudd (VF : Damien Boisseau) : Benjamin « Ben » Glenroy[1]
- Meryl Streep (VF : Frédérique Tirmont) : Loretta Durkin[8]

## Épisodes

### Épisode 1
- États-Unis : 8 août 2023 sur Hulu
- Mondial : 8 août 2023 sur Disney+ Star

### Épisode 2
- États-Unis : 8 août 2023 sur Hulu
- Mondial : 8 août 2023 sur Disney+ Star

### Épisode 3
- États-Unis : 15 août 2023 sur Hulu
- Mondial : 15 août 2023 sur Disney+ Star

### Épisode 4
- États-Unis : 22 août 2023 sur Hulu
- Mondial : 22 août 2023 sur Disney+ Star

### Épisode 5
- États-Unis : 29 août 2023 sur Hulu
- Mondial : 29 août 2023 sur Disney+ Star

### Épisode 6
- États-Unis : 5 septembre 2023 sur Hulu
- Mondial : 5 septembre 2023 sur Disney+ Star

### Épisode 7
- États-Unis : 12 septembre 2023 sur Hulu
- Mondial : 12 septembre 2023 sur Disney+ Star

### Épisode 8
- États-Unis : 19 septembre 2023 sur Hulu
- Mondial : 19 septembre 2023 sur Disney+ Star

### Épisode 9
- États-Unis : 26 septembre 2023 sur Hulu
- Mondial : 26 septembre 2023 sur Disney+ Star

### Épisode 10
- États-Unis : 3 octobre 2023 sur Hulu
- Mondial : 3 octobre 2023 sur Disney+ Star